# Rochers Ngereklim
Les rochers Ngereklim sont des rochers situés sur le récif corallien bordant les États de Peleliu et de Koror et formant la frontière entre Koror et Peleliu.

## Toponymie
Les récifs sont également appelés Garakirimu-to, Garakirimu-tō, Ngarklim et Ngarklim Island.

## Sources